# Stade Amable-et-Micheline-Lozai
El Stade Amable y Micheline Lozai es un recinto deportivo situado en Le Petit-Quevilly (Francia) y donde juega el US Quevilly. Fue inaugurado en 1912 bajo el nombre de stade de la Porte-de-Diane, pero el 13 de septiembre de 1954, el nombre fue sustituido en homenaje a dos dirigentes históricos del club.